# Kern AG (Sprachdienstleister)
Die Kern AG (Eigenschreibweise KERN) ist ein deutscher Sprachdienstleister mit Sitz in Frankfurt am Main und 50 Geschäftsstellen in Deutschland, Österreich, Frankreich, Großbritannien, den Niederlanden, den USA und China. Das Familienunternehmen wurde im Jahr 2024 in verschiedenen Kategorien ausgezeichnet.
Zu den Dienstleistungen der KERN AG gehören neben dem Übersetzen und Dolmetschen in allen Weltsprachen unter anderem technische Dokumentation, Terminologie- und Translation-Memory-Management, die Lokalisierung von Software und Websites, multilinguales Desktop-Publishing, sowie Sprachentrainings (In-House und Online; u. a. mit internationalen Sprachzertifikaten). Übersetzungs- und Dolmetschdienstleistungen bilden das Kerngeschäft.

## Geschichte
Manfred und Birte Kern gründeten 1969 in Frankfurt am Main die KERN GmbH (heute KERN AG). Zu Beginn lagen die Schwerpunkte auf fremdsprachigem Marketing, Printprodukten sowie dem Übersetzen und Dolmetschen. Mit der Eröffnung der ersten deutschlandweiten Filiale in Düsseldorf im Jahr 1980 und dem Ausbau ins Ausland, beginnend 1983 mit der Niederlassung in Paris, fing die kontinuierliche Expansion des Unternehmens an. Heute ist das Unternehmen mit 34 Standorten in Deutschland und 16 weiteren im Ausland vertreten.
1997 erfolgte die Umfirmierung zur KERN AG, Sprachendienste. Im selben Jahr führte das Unternehmen erste Tools für Übersetzungs- und Terminologiemanagement ein.
Mit der Integration der IKL Business Language Training GmbH entstand 2005 die KERN AG IKL Business Language Training & Co. KG, die sich auf Sprachen- und Businesstraining spezialisiert.
Seit der Einführung des Terminologieportals term4client™ im Jahr 2008 baut die KERN AG ihr digitales Leistungsportfolio stetig aus – darunter Lösungen wie clicktranslate™ (für beglaubigte Übersetzungen), portal4client™ (für Übersetzungsmanagement), API4client™ (Schnittstellenlösungen), MT4client™ (maschinelle Übersetzungen) sowie die RSI VoiceApp™ (für Remote-Dolmetschdienste in Echtzeit).

## Zertifizierungen und Auszeichnungen

### Zertifizierungen der KERN AG
| Zertifizierung | Zertifizierter Bereich | Jahr der Zertifizierung |
| -------------- | --- | ----------------------- |
| ISO 17100      | Bereitstellung von qualitativ hochwertigen Übersetzungsdienstleistungen und weiterführenden Dienstleistungen im Bereich des globalen Sprachenmanagements                                                                                       | 2024                    |
| ISO 9001:2015  | Bereitstellung von qualitätsgeprüften Dienstleistungen im Bereich des globalen Sprachenmanagements | 2024                    |
| DIN ISO 18587  | Bereitstellung von qualitativ hochwertigen Dienstleistungen im Bereich der maschinellen Übersetzung und des Post-Editings | 2024                    |
| ISO 27001:2022 | Bereitstellung von Übersetzungs- und Sprachtechnologie unter Einsatz künstlicher Intelligenz sowie Einrichtung automatisierter Prozesse und Portallösungen, unterstützt durch Projektsteuerung, Cloud Operations und globale IT-Infrastruktur. | 2024                    |

### Auszeichnungen
Die KERN AG wurde in verschiedenen Kategorien ausgezeichnet, u. a.:
- Nimdzi: „Top 100 Sprachdienstleister weltweit“[2]
- ServiceValue: „Hohe Kundenzufriedenheit bei Übersetzungbüros/Sprachdienstleister im B2B-Bereich“[3]
- CSA Research: „Top 100 Sprachdienstleister weltweit“[4]
- Deutschlandtest: „Digital Champion - Unternehmen mit Zukunft“[5]